# Gypsys, Tramps & Thieves (песня)
«Gypsys, Tramps & Thieves» (в переводе с англ. — «Цыгане, бродяги и воры») — песня американской певицы и актрисы Шер с её седьмого студийного альбома Chér 1971 года (впоследствии переизданного под названием Gypsys, Tramps & Thieves). Kapp Records, подразделение лейбла MCA Records, выпустило её в качестве ведущего сингла альбома 1 сентября 1971 года. Песню написал Боб Стоун, а продюсером выступил Снафф Гарретт. Поскольку первые попытки Сонни Боно возродить померкшую карьеру Шер не увенчались успехом, лейбл привлёк Гарретта в качестве продюсера, который, в свою очередь, выбрал Стоуна для написания песни специально для Шер в формате «музыка для взрослых».
«Gypsys, Tramps & Thieves» — это бодрая песня-история в стиле поп и фолк-рок, в которой звучит карнавальная каллиопа и фортепиано со струнными на заднем плане. Шер поет с позиции 16-летней цыганки, которая «родилась в фургоне странствующих артистов», и описывает свою жизнь. Песня затрагивает темы расизма, подростковой беременности и проституции. Она получила положительные отзывы музыкальных критиков и принесла Шер номинацию на премию «Грэмми» в категории «Лучшее женское вокальное поп-исполнение».
С коммерческой точки зрения песня стала первым сольным синглом Шер, занявшим первую строчку в чартах Канады и США, и первым синглом сольного исполнителя, который одновременно возглавил Billboard Hot 100 и Canadian Singles Chart. Он также вошёл в пятёрку лучших в Австралии, Ирландии, Малайзии, Новой Зеландии, Сингапуре и Великобритании. Сингл получил золотуюсертификацию от Американской ассоциации звукозаписывающих компаний за продажу одного миллиона копий по всей территории Соединенных Штатов. На момент выхода «Gypsys, Tramps & Thieves» был самым продаваемым синглом в истории MCA.
«Gypsys, Tramps & Thieves» исполнялась в нескольких эпизодах шоу «Час комедии с Сонни и Шер» (1971—74) и Cher (1975—76), а также в шести мировых турне Шер. Песня была записана рядом исполнителей, включая Викки Карр, Вики Лоуренс и Nirvana, а также появлялась или упоминалась в некоторых телешоу, таких как «Симпсоны», «Секретные материалы» и «Зачарованные». Наряду с одноимённым альбомом, «Gypsys, Tramps & Thieves» считается поворотным моментом в карьере Шер, после которого критики начали признавать её как артистку и приписывать этой песне восстановление её популярности, которая снизилась в конце предыдущего десятилетия.

## История
«Gypsys, Tramps & Thieves» был первым синглом Шер, записанным при участии коллектива сессионных музыкантов из Лос-Анджелеса «Wrecking Crew». После успеха сингла был переименован и переиздан содержащий его альбом Chér. Изначально песенник Бобом Стоуном дал песне название «Gypsys, Tramps and White Trash» (в переводе с англ. — «Цыгане, бродяги и белое отребье»), однако продюсер Снафф Гарретт посоветовал изменить название. Одноимённый альбом также получил очень положительные отзывы.
Выпущенная через четыре года после последнего хита исполнительницы в топ-10 «You Better Sit Down Kids», песня стала «синглом-возвращением» Шер — это была первая песня певицы за четыре года, которая поднялась в чартах выше 84 строчки, возглавляя Billboard Hot 100 две недели в ноябре 1971 года. Таким образом она потеснила сингл «Maggie May» Рода Стюарта, который возглавлял чарт в предыдущем месяце. Сингл также занял первую строчку в Канаде и четвёртую в Великобритании. По данным Billboard на ноябрь 2011 года, цифровые продажи «Gypsys, Tramps & Thieves» в США составили 212 000 копий.
В песне описывается жизнь девушки, от лица которой ведётся повествование, которая «родилась в фургоне странствующих артистов» у танцовщицы и продавца снадобий, по совместительству проповедника. Хотя семья терпит насмешки горожан за то, что они «цыгане, бродяги и воры», мужчины города всегда приходят ночью, чтобы «выложить деньги». Однажды они подбирают 21-летнего парня «к югу от Мобила», который путешествует с ними в Мемфис. Как-то ночью во время поездки мужчина вступает в половую связь с 16-летней рассказчицей без ведома её отца, и через три месяца после исчезновения мужчины в Мемфисе рассказчица «попадает в беду» (беременна). У девушки рождается дочь, и семья продолжает танцевать, продавать снадобья и проповедовать, чтобы прокормиться.
Название этой песни также указывалось с альтернативным написанием «Gypsies», что является правильным написанием этого слова. Роб Теннанбаум в журнале Billboard назвал эту песню одной из выдающихся песен XX века.

## Живое исполнение
Шер исполняла песню в следующих концертных турах:
- Do You Believe? tour (исполнялась как часть попурри из хитов)
- Living Proof: The Farewell Tour (исполнялась как часть попурри из хитов)
- Cher at the Colosseum
- 'Dressed to Kill Tour'
- Classic Cher
- Here We Go Again Tour (только во время океанской части тура)

## Музыкальное видео
Видео на песню «Gypsys, Tramps & Thieves» стало первым музыкальным клипом Шер. Материалом для записи послужило исполнение песни на шоу «Час комедии с Сонни и Шер» в 1971 году. На протяжении всего видео Шер поет перед фургоном и костром. Также было снято ещё одно видео, очень похожее на первоначальное. Во втором видео показаны кадры танцующих цыганок.

### Ремикс-версия
В 2002 году Dan-O-Rama создал специальный ремикс-попурри для видеомонтажа, который был использован во время выступлений Шер на Living Proof: The Farewell Tour. Попурри содержит видео к песням «All I Really Want to Do», «Gypsys, Tramps & Thieves», «Half-Breed» и «Dark Lady».

## Чарты и сертификации

### Недельные чарты
| Чарт (1971—72)                             | Позиция |
| ------------------------------------------ | ------- |
| Australian (Go-Set) Singles Chart          | 4       |
| Belgian Singles Chart                      | 27      |
| Canadian RPM Top Singles                   | 1       |
| Danish Singles Chart                       | 8       |
| Dutch Mega Top 50 Singles Chart            | 23      |
| German Singles Chart                       | 25      |
| Irish Singles Chart                        | 3       |
| Japanese Singles Chart                     | 17      |
| Malaysian Singles Chart                    | 2       |
| New Zealand Singles Chart                  | 2       |
| New Zealand (Listener)                     | 2       |
| Quebec (ADISQ)                             | 7       |
| Singapore Singles Chart                    | 2       |
| UK Singles Chart                           | 4       |
| US Billboard Hot 100                       | 1       |
| US Billboard Hot Adult Contemporary Tracks | 6       |
| US Cash Box Top 100                        | 1       |

### Чарты по итогу года
| Страна (1971)                           | Позиция |
| --------------------------------------- | ------- |
| Australian Singles Chart                | 67      |
| Canadian RPM Top Singles                | 4       |
| UK Singles (Official Charts Company)    | 52      |
| US Billboard Hot 100                    | 39      |
| US Billboard Top Easy Listening Singles | 46      |

| Страна (1972)            | Позиция |
| ------------------------ | ------- |
| Australian Singles Chart | 58      |